# Статистичний метод підрахунку запасів
Статистичний метод підрахунку запасів нафти (газу) — метод підрахунку запасів нафти (газу), оснований на вивченні статистичних даних про поведінку дебітів або накопиченого видобутку в залежності від тих чи інших параметрів розробки, зокрема кривих падіння дебіту свердловини (річних відборів) та їх екстраполяції на перспективу для визначення додаткового видобутку і оцінки запасів нафти (газу) у надрах.